# 旺阿努伊
旺阿努伊（英語：Wanganui）是位於紐西蘭北島西海岸的一座城市，也是馬納瓦圖-旺阿努伊的中心城市。據2015年估計，旺阿努伊有人口43,600人。